# Commentaire sur le Cantique des cantiques de Bamberg
Le Commentaire sur le Cantique des cantiques de Bamberg est un manuscrit enluminé peint au scriptorium de l'abbaye de Reichenau en Allemagne aux environs de l'an mil. Il est actuellement conservé à la bibliothèque d'État de Bamberg. Il fait partie des dix manuscrits ottoniens de Reichenau inscrits au Registre de la Mémoire du monde.

## Historique
Le manuscrit a été peint aux environs de l'an mil au sein de l'abbaye de Reichenau, sur le lac de Constance, au sud de la Bavière. Stylistiquement, il appartient au groupe de manuscrits dits de Liuthar, du nom d'un scribe ayant laissé son nom dans un évangéliaire actuellement conservé à Aix-la-Chapelle. Alors qu'il devait être conservé au sein de la bibliothèque impériale, il est envoyé à la cathédrale de Bamberg, deux inscriptions au début du manuscrit, datées de 1108 et 1122, mentionnent l'évêque Othon de Bamberg. En 1803, les manuscrits de la bibliothèque épiscopale sont réunis au sein de la nouvelle bibliothèque d'État de Bamberg.
En 2003, le manuscrit est inscrit au registre de la Mémoire du monde par l'UNESCO avec neuf autres manuscrits produits à Reichenau à l'époque ottonienne.

## Description
Le manuscrit contient plusieurs textes théologiques compilés :
- un commentaire du Cantique des cantiques, accompagné de gloses (f.5-17)
- des gloses sur le chapitre 31 du Livre des Proverbes (« la femme valeureuse ») (f.18-19)
- commentaires de Bède le Vénérable sur les Proverbes et Daniel (f.19-21)
- lettre de saint Cuthbert sur la mort de Bède (f.21)
- Prologue de saint Jérôme sur le livre de Daniel (f.23-31)
- Gloses sur le livre de Daniel (f.32-88)

Le manuscrit contient quatre grandes miniatures qui s'étendent chacune sur une double page :
- la première double page (f.4v-5r) illustre le début du commentaire du Cantique des cantiques : la miniature à droite représente le Christ en gloire au sein d'une grande lettrine O[sculetur me Osculo] formant l'incipit du texte, entouré d'anges et des élus. La miniature de gauche représente une procession de personnages allant du baptême à l'union eucharistique avec le Christ.

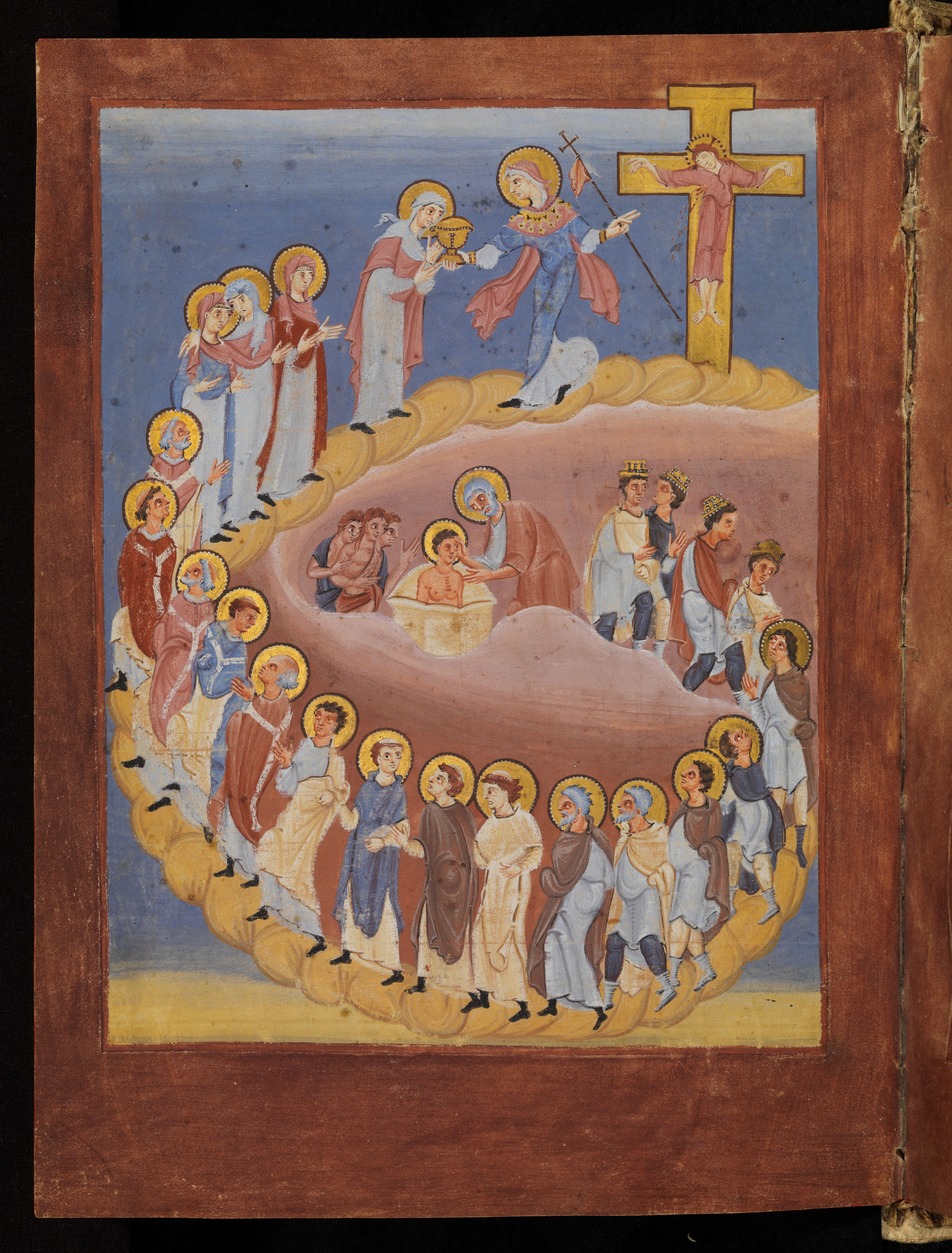
f4v.
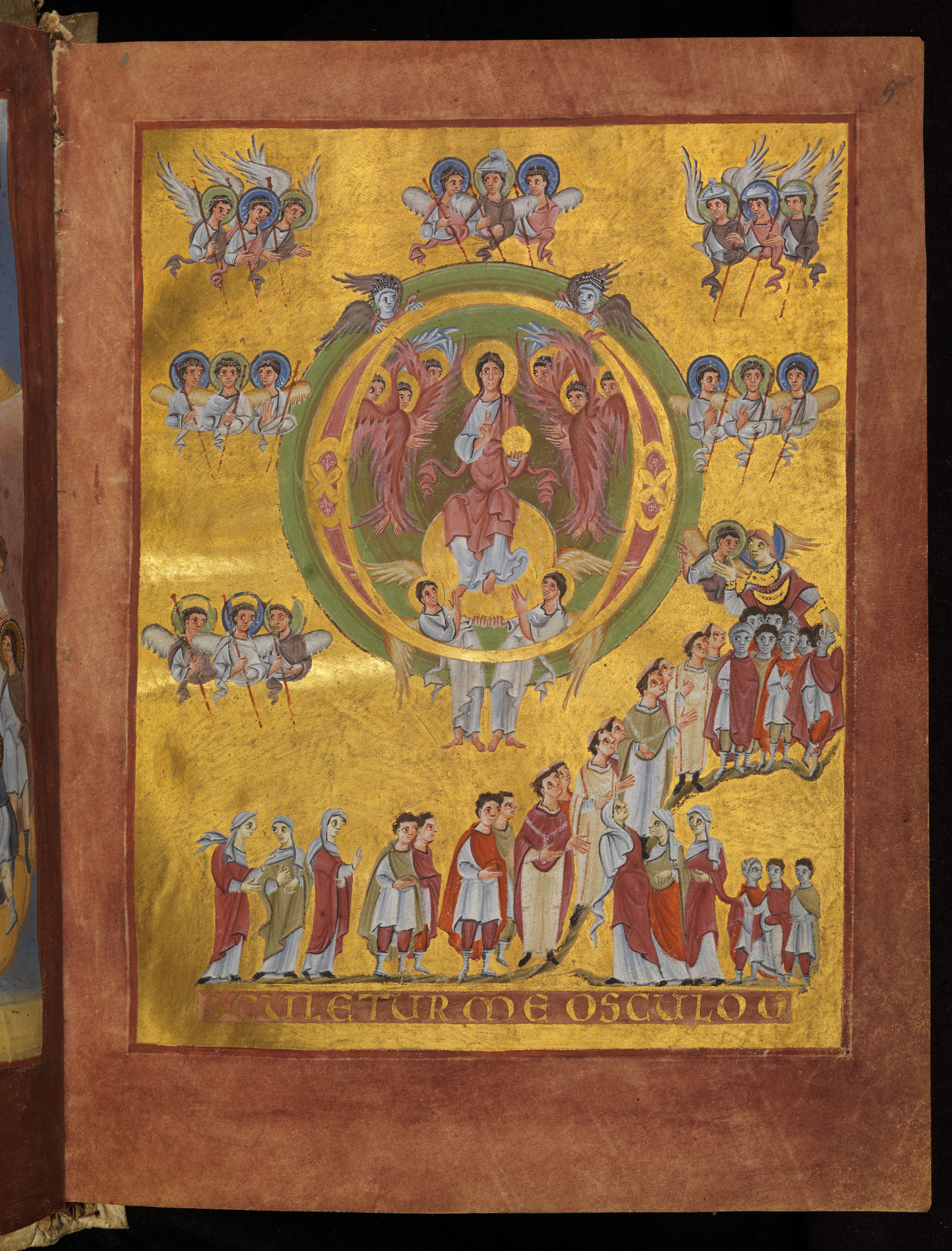
f.5r

- la seconde double page (f.31v-32r) représente à gauche le rêve de Nabuchodonosor et à droite l'incipit du livre de Daniel avec le prophète au sein de la lettrine A[nno]

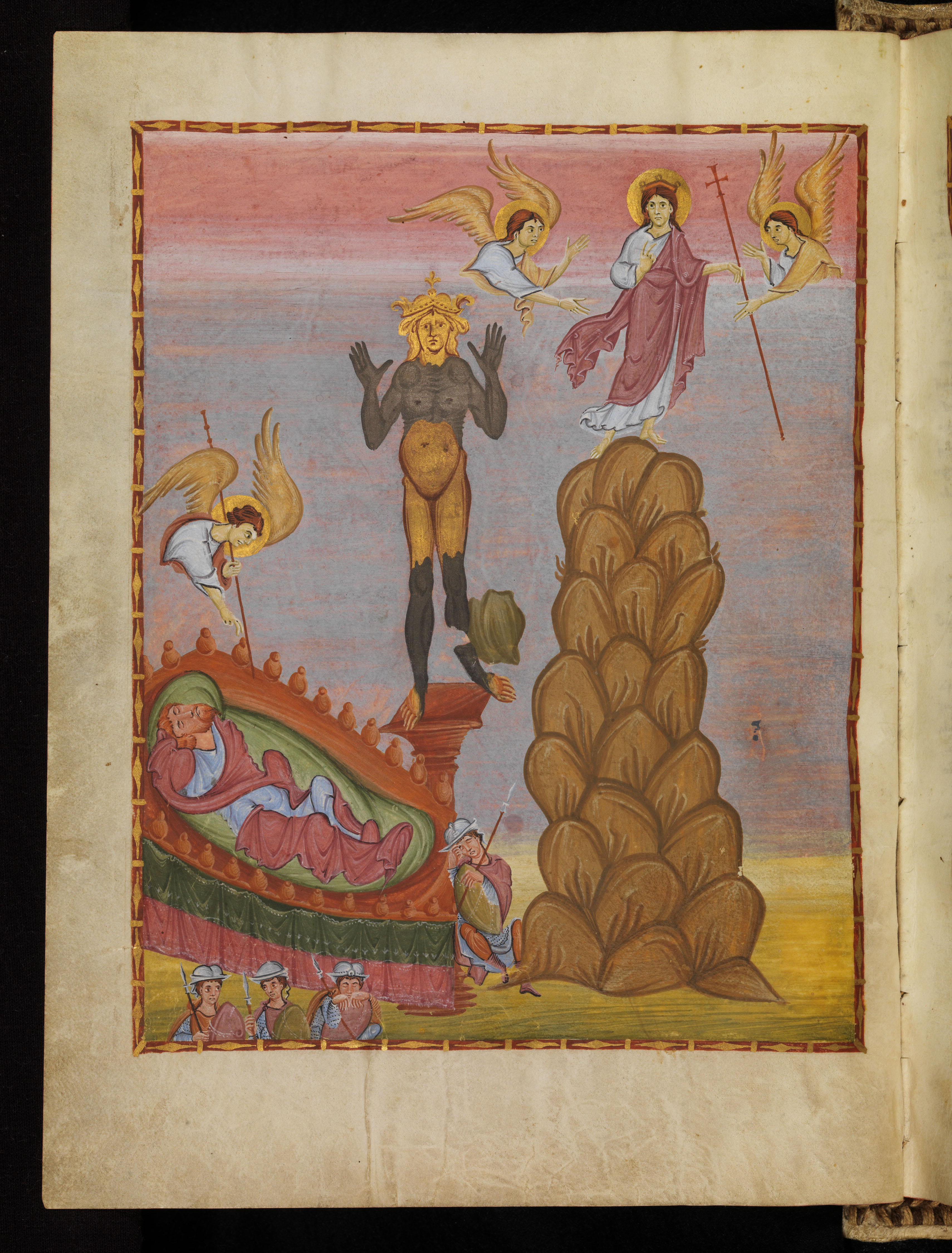
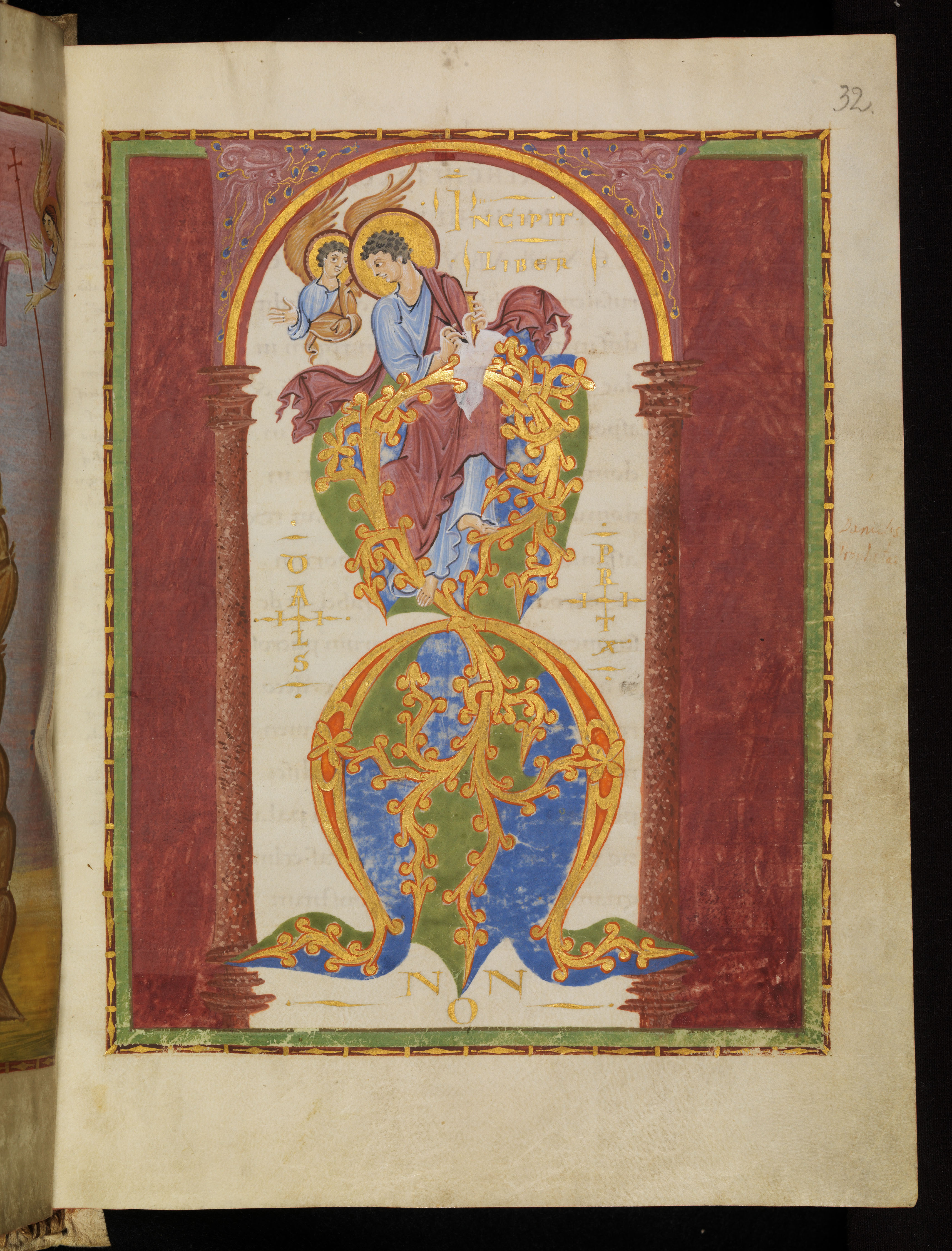